# Juan Catriel el Joven
Juan Catriel "el Joven" (n. ca. 1807 – f. provincia de Buenos Aires, Argentina, 24 de diciembre de 1866) era un aborigen de la dinastía de los Catriel que llegó a ser cacique principal de los pampas de la zona de los territorios que hoy son los municipios de el Azul y Olavarría. Era hijo del cacique Juan Catriel "el Viejo", de quien heredó una alianza con el lonco mapuche Calfucurá, la cual él mismo prosiguió. Muestra de esta alianza tehuelche-mapuche son la Batalla de San Jacinto y la Batalla de Sierra Chica, en las cuales la alianza tehuelche/pampa-mapuche venció al ejército porteño que Bartolomé Mitre dirigió desde la Ciudad de Buenos Aires.

## Biografía
Juan Catriel colaboró desde 1848 con el gobernador Juan Manuel de Rosas hasta su caída  en 1852. Después ayudó, junto con su aliado Cachul, a Calfucurá a derrotar a Manuel Hornos en la Batalla de San Jacinto y a Bartolomé Mitre, ministro de guerra del entonces Estado de Buenos Aires, en la Batalla de Sierra Chica. y en la Batalla de San Jacinto.
Fue muy amigo también de los caciques Cachul y Lucio que tenían sus tribus en la zona entre Blanca Chica, el cerro Curicó y las costas del arroyo Tapalquén, en lo que actualmente es el partido-municipio de Olavarría. 
Este cacique vivió en sus tierras conjuntamente con los cristianos, hasta que falleció el 24 de diciembre de 1866 en un combate librado contra los indígenas rebeldes al Gobierno de la Provincia de Buenos Aires, luchando junto al coronel Álvaro Barros y al cacique Quentrel.
Lo sucedió su hijo Cipriano Catriel.